# Basotho Congress Party
De Basotho Congress Party of Basotholand Congress Party (BCP) was de regeringspartij in het koninkrijk Lesotho. 
In tegenstelling tot de Basotho National Party van Chief Joseph Leabua Jonathan was de BCP in het verleden tegen samenwerking met het apartheidsregime in Zuid-Afrika.
Ntsu Mokhehle, de oprichter van de BCP in de jaren 50, was van 1993 tot 1998 minister-president van Lesotho. In 1997 scheidde de vleugel van Mokhehle zich van de BCP af en noemt zich sindsdien de Lesotho Congress for Democracy. Pakalitha Mosisili die hem in 1998 als premier opvolgde, is ook lid van de LCD.
De BCP is traditioneel gezien linkser dan de BNP, ofschoon er programmatisch amper verschillen zijn.